# Aonyx
Aonyx es un género de mamíferos carnívoros de la familia Mustelidae conocidos comúnmente como nutrias sin garras. Está formado por dos especies: la nutria del Cabo y la nutria asiática de uñas pequeñas. El término Aonyx significa sin garras, derivado del prefijo 'a-' (no) y onyx (garra).

## Especies y subespecies
- Nutria del Cabo
  - Aonyx capensis capensis
  - Aonyx capensis congica
  - Aonyx capensis hindei
  - Aonyx capensis meneleki
  - Aonyx capensis microdon
  - Aonyx capensis philippsi

- Nutria asiática de uñas pequeñas
  - Aonyx cinerea cinerea
  - Aonyx cinerea concolor
  - Aonyx cinerea nirnai